# Жеребець (телесеріал)
«Жеребець» (англ. Hung) — американський драмедійний телесеріал, прем'єра якого відбулася 28 червня 2009 — 4 грудня 2011 року на каналі HBO.
Автори серіалу — Колетт Берсон і Дмитро Ліпкін. Томас Джейн зіграв головну роль Рея Дрекера, тренера приміської школи з бейсболу та баскетболу, який вимушений зайнятися проституцією.
20 грудня 2011 року було прийнято рішення не продовжувати шоу на четвертий сезон.
Рейтинг шоу на IMDb — 7,1/10 (20 690 голосів, станом на 25.11.2020). Телесеріал тричі номінований на премію «Золотий глобус», на премії «Еммі», «Супутник», Гільдії сценаристів Америки та інші.

## Список епізодів
| Сезони | Епізоди | Прем'єрний показ на HBO | Прем'єрний показ на HBO |
| Сезони | Епізоди | початок                 | закінчення              |
| ------ | ------- | ----------------------- | ----------------------- |
| 1      | 10      | 28 червня 2009          | 13 вересня 2009         |
| 2      | 10      | 27 червня 2010          | 12 вересня 2010         |
| 3      | 10      | 2 жовтня 2011           | 4 грудня 2011           |

## Акторський склад
- Томас Джейн — Рей Дрекер, колишня спортивна зірка, а нині тренер у середній школі та батько-одинак, який вирішує покращити матеріальний стан родини, використовуючи свій видатний 9-дюймовий член (майже 25 см).
- Джейн Адамс — Таня Скейгл, коханка Рея та його сутенерка-звідниця.
- Енн Гейч — Джессіка Гексон, колишня дружина Рея.
- Чарлі Секстон — Деймон Дрекер, син Рей та Джесіки, гот, невпевнений у своєї сексуальної орієнтації.
- Сіаноа Сміт-Макфі — Дарбі Дрекер, дочка Рея та Джессіки, сестра-близнючка Деймона, з яким дуже близька.
- Едді Джемісон — Ронні Гексон, новий чоловік Джесіки, котрий захоплюється бізнесом більше, ніж дружиною.
- Ребекка Крескофф — Ленора Бернард, особистісна тренерка, намагається стати сутенеркою Рея, змістивши Таню.
- Грегг Генрі — Майк Гант, друг Рея, помічник тренера.
- Ленні Джеймс — Чарлі, наставник Тані у справі сутенерства.
- Стівен Амелл — Джейсон, молодий ескортник, якого Ленор використовує як конкурента Рея.
- Бреша Вебб — Лінді.